# Katy Jurado
Katy Jurado, de nom María Cristina Estela Claudia Soledad Katherina Lucía Marcela Jurado García, (Guadalajara, Mèxic, 16 de gener de 1924 - Cuernavaca, 5 de juliol de 2002) va ser una actriu mexicana.

## Biografia
Va obtenir el seu primer gran èxit a Hollywood el 1952 amb el paper de Helen Ramirez, l'antiga amant de Gary Cooper en el western  Sol davant el perill  de Fred Zinnemann. Aquest paper li va valer un Globus d'Or a la millor actriu secundària. El 1954 va ser la primera actriu mexicana proposada per a un Oscar. El 1956 és «Rosa» a Trapezi. Entre 1959 i 1963 va estar casada amb Ernest Borgnine.

## Filmografia
Les seves pel·lícules més destacades són:
- 1951: Bullfighter and the Lady, de Budd Boetticher
- 1952: Sol davant el perill de Fred Zinnemann
- 1953: Foguera d'odis (Arrowhead) de Charles Marquis Warren
- 1953: El bruto de Luis Buñuel
- 1954: Llança trencada d'Edward Dmytryk
- 1955: Trial de Mark Robson
- 1955: The Racers, de Henry Hathaway
- 1956: Trapezi (Trapeze) de Carol Reed
- 1958: Arizona, presó federal (The Badlanders) de Delmer Daves
- 1961: Barabbas de Richard Fleischer
- 1961: Un tipus dur de Marlon Brando
- 1973: Pat Garret i Billy el Nen (Pat Garrett and Billy the Kid) de Sam Peckinpah
- 1977: El elegido de Servando González Hernández
- 1984: Sotà el volcà (Under the Volcano) de John Huston

## Premis i nominacions

### Premis
- 1953: Globus d'Or a la millor actriu secundària per Sol davant el perill

### Nominacions
- 1953: Globus d'Or a la millor nova promesa femenina per Sol davant el perill
- 1955: Oscar a la millor actriu secundària per Llança trencada